# آتلانتیس سابمارینس
آتلانتیس سابمارینس (به انگلیسی: Atlantis Submarines) یک کشتی است که طول آن ۶۵ فوت (۲۰ متر) می‌باشد.